# Mokrý Rakytov
Mokrý Rakytov – niewielka dolina w Wielkiej Fatrze na Słowacji. Jest orograficznie lewym odgałęzieniem najwyższej części Žarnovickiej doliny. Lewe zbocza dolinki tworzy północno-zachodni grzbiet Krásnego kopca (1237 m), prawe grzbiet Rakytov. Dnem dolinki spływa niewielki potok będący dopływem Teplicy. Tylko w dolnej części dolinki jest stały, w wyższej okresowy.
Dolinka Mokrý Rakytov znajduje się w obrębie Parku Narodowego Wielka Fatra. Jest całkowicie porośnięta lasem i nie prowadzi nią żaden szlak turystyczny.